# Hugenoti
Hugenoti su francuski protestanti, pripadnici Protestantske reformističke crkve Francuske. Poznati su i pod nazivom "francuski kalvinisti". 
Poznati hugenot je bio Henrik Navarski, budući kralj Henrik IV., koji se morao odreći protestantizma kako bi preživio Bartolomejsku noć te da bi mogao postati francuskim kraljem. 